# Voektyl
Voektyl (Russisch: Вуктыл) is een stad in de Russische autonome republiek Komi. De stad ligt op de rechteroever van de Petsjora-rivier, aan de samenvloeiing met de Voektylrivier, op 575 kilometer ten noordoosten van Syktyvkar.
Voektyl werd gesticht in 1968 en verkreeg de status van stad in 1989. De stad ligt bij het gelijknamige aardgascondensaatveld, waaromheen de stad is gebouwd. Ook bevindt zich er een bosbouwbedrijf en in de omgeving van de stad vindt enige landbouw plaats. Bij Voektyl start de gasleiding Sinjatsje Severa ("noorderlicht"), die via Oechta naar Torzjok loopt.
Het gebied dat bij de gorodskoj okroeg van Voektyl hoort omvat 22.480 km². In het dorp Podtsjerje in dit gebied bevindt zich een streekmuseum.
Vanuit Voektyl loopt een 230-kilometer lange weg naar de stad Sosnogorsk aan de Petsjoraspoorlijn.
Op vier kilometer ten zuidwesten van Voektyl ligt de luchthaven Voektyl. Nabij Voektyl ligt het nationaal park Joegyd Va (onderdeel van het UNESCO-werelderfgoedmonument Maagdelijke Komiwouden), waarvan het hoofdkantoor in de stad staat.
| 1959 | 1970  | 1979   | 1989   | 2002   |
| ---- | ----- | ------ | ------ | ------ |
| 100  | 7.800 | 16.800 | 19.330 | 14.472 |